# Basic Element
Basic Element est un groupe d'eurodance suédois, originaire de Malmö. Le groupe, formé en 1993 est originellement produit par Cesar Zamini jusqu'en 1996, puis par Stefan Andersson. Les premiers membres incluent Peter Thelenius, qui est à l'origine du projet, accompagné de Zetma Prenbo au chant, remplacée en 1995 par Saunet Sparrell, en 1998 par Marie Fredriksson, et finalement remplacée par Andrea Myrander. Peter « Petrus » Thelenius, chanteur et leader du groupe est toujours présent, aus côtés de Jonas Wesslander et de Myrander.

## Biographie
Peter Thelenius et Cesar Zamini lancent le groupe en 1992, et recrutent par la suite la chanteuse Zetma. En 1993, les membres signent un contrat avec EMI Records, et publient leur premier single intitulé Move Me. En 1994, Move Me est suivi par des hits comme The Promise Man, qui atteint la troisième place des classements suédois. Ils publient ensuite leur premier album, Basic Injection la même année.
En 1995, Zetma, enceinte, quitte le groupe, et Saunet Sparell la remplace. Avec elle, le groupe publie son deuxième album The Ultimate Ride, qui contient les singles The Ride et The Fiddle. Aussi, Peter et Caesar ne parviennent pas à trouver d'accord concernant l'avenir du groupe, et mène donc au départ de Cesar. Peter continue alors seul aux côtés des autres membres du groupe. Leur troisième album, Star Tracks contient des sonorités plus tirées disco des années 1970. Sparell quitte ensuite le groupe, pensant que Thelenius ne s'intéressait uniquement à la gloire et le projet reste en suspens. En 1997, Peter publie un album solo intitulé Trust then Pain sous le nom de scène Petrus. En 1998, Basic Element revient avec un nouvel album, qui contient leur sonorité eurodance originale, avec Marie Fredriksson (ne pas confondre avec la chanteuse de Roxette). Dès 1999, les deux membres restent inactifs jusqu'en 2005, année durant laquelle le groupe se recompose pour une reprise de leur album This Must Be a Dream avec comme nouveau membre Mathias Olofson.
En février 2006, ils publient un nouveau single intitulé Raise the Gain. Le 7 février 2007, le groupe l'album The Empire Strikes Back. Plus tard en 2007, Marie Fredriksson quitte le groupe et est remplacée par Andrea Myrander, et Jonas Wesslander au rap. En 2008, l'album The Truth est publié. Le groupe publie la chanson Got U Screaming en 2010. Le groupe annonce, en janvier 2011, sur son site officiel, le départ officiel d'Andrea Myrander. Quelques mois plus tard en mai 2011, ils annoncent un nouveau single intitulé Turn Me On pendant un concert. En avril 2012, Basic Element signe un contrat de distribution avec le label suédois Family Tree, et puis publie, le 24 avril, une chanson intitulée Shades, en featuring avec Max C and Taz sur YouTube.

## Discographie

### Albums studio
- 1994 : Basic Injection
- 1995 : The Ultimate Ride
- 1996 : Star Tracks
- 1998 : The Earthquake
- 2007 : The Empire Strikes Back
- 2008 : The Truth

### Singles
- 1993 : Move Me
- 1993 : The Promise Man
- 1994 : Touch
- 1994 : Leave It Behind
- 1995 : The Ride
- 1995 : The Fiddle
- 1995 : This Must Be a Dream
- 1995 : Queen of Love
- 1996 : Shame
- 1996 : Rule Your World
- 1996 : Heaven Can't Wait Just for Love
- 1998 : Rok the World
- 1999 : Love 4 Real
- 2005 : This Must Be A Dream 2005
- 2006 : Raise The Gain
- 2006 : I'll Never Let You Know
- 2007 : To You
- 2008 : Feelings
- 2008 : Touch You Right Now
- 2011 : Turn Me On